# Trogir
Trogir (Traù en dalmate et en  italien) est une ville et une municipalité située en Dalmatie, dans le comitat de Split-Dalmatie, en Croatie, à moins de 30 km à l'ouest de Split. Au recensement de 2001, la municipalité comptait 12 995 habitants, dont 96,68 % de Croates et la ville seule comptait 10 907 habitants.
La ville historique est inscrite sur la liste du patrimoine mondial de l'UNESCO. Elle est bâtie sur une petite île (environ 1 km2) située entre le continent et l'île de Čiovo.

## Histoire
Tragurion (Τραγύριον en grec ancien) a été interprétée comme signifiant « l'île aux boucs ». Une étymologie celtique a également été proposée selon laquelle Tragurion serait probablement le neutre toponymique fait sur le nom d’un Gaulois *Trag-ūriio-s, désignation dont le sens serait « le Coureur ».
La ville fut fondée au IIIe siècle av. J.-C. par des Grecs venus de la colonie d'Isa sur l'île de Vis (Lissa). Le petit comptoir grec cohabita avec les occupants illyriens jusqu'à l'arrivée des Romains qui firent de Tragurium un port actif. La prospérité soudaine de Salone entraîna la crise de Trogir. Du Ve au VIIe siècle, l'île échappe aux Barbares (Avars et Slaves) qui envahirent la côte dalmate, ce qui entraîna l'arrivée de migrants de Salone.
Par la suite, la ville décida de se joindre à l'Empire byzantin. À partir du IXe siècle, Trogir commença à payer tribut aux suzerains croates. Le diocèse de Trogir fut fondé au XIe siècle (aboli en 1828) et en 1107, la ville reçut une charte du roi Coloman de Hongrie, qui octroya son autonomie communale. En 1123, la ville fut conquise et entièrement détruite par les Sarrasins. Trogir retrouva cependant sa prospérité économique pour un temps aux XIIe et XIIIe siècles. En 1242, le roi Béla IV de Hongrie, fuyant les Tatars, trouva refuge dans la ville. Aux XIIIe et XIVe siècles, les membres de la famille Šubić furent les ducs le plus souvent élus par les citoyens de Trogir. Mladen III (1348), qui selon une inscription figurant dans la cathédrale de Trogir, était appelé le bouclier Croate, fut l'un des plus célèbres Šubićs.
En 1420 commença une longue période de domination vénitienne. Après la chute de Venise en 1797, Trogir entra dans l'Empire Habsbourg qui contrôla la ville jusqu'en 1918, à l'exception d'une occupation par l'Empire français de 1806 à 1814.
Après la Première Guerre mondiale, Trogir, avec le royaume de Croatie-Slavonie, fut intégrée au sein du royaume des Serbes, Croates et Slovènes, plus tard dénommé royaume de Yougoslavie. Au cours de la Seconde Guerre mondiale, Trogir fut occupée par l'Italie. Les habitants de la ville étaient essentiellement pro-alliés, et la ville fut libérée en 1944. Depuis, la ville a fait partie de la Yougoslavie, et à partir de 1991, de la Croatie.
Entre les XVe et XVIIIe siècles, l'île était un port de commerce important pour le bois destiné à la construction navale et aux digues de Venise. Ville forteresse, elle était aussi - les églises en témoignent - un îlot catholique face à l'orthodoxie ou à l'islam.

## Panorama

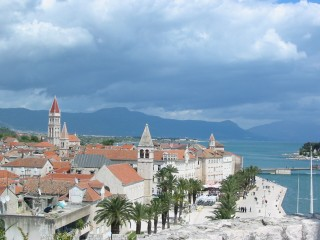
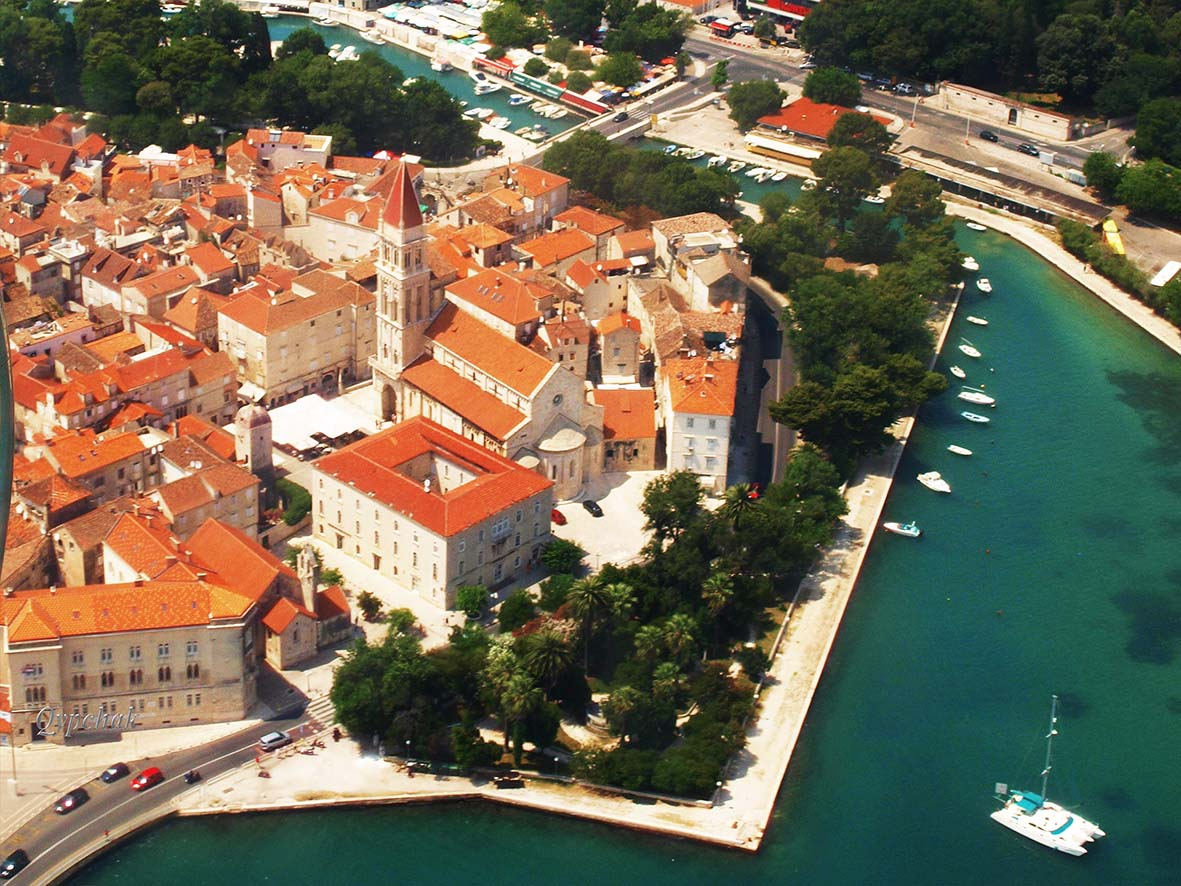
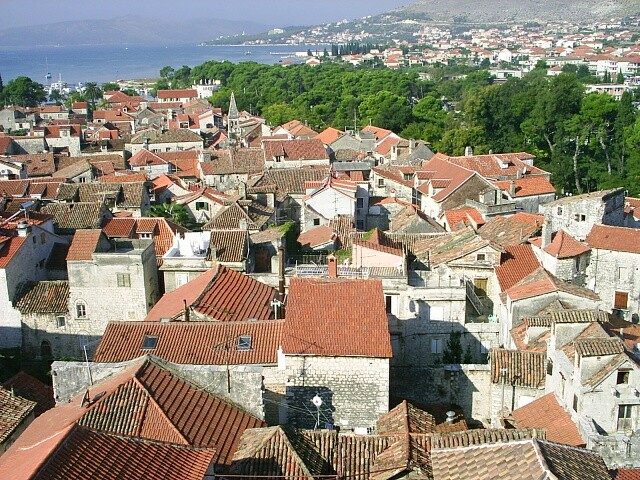
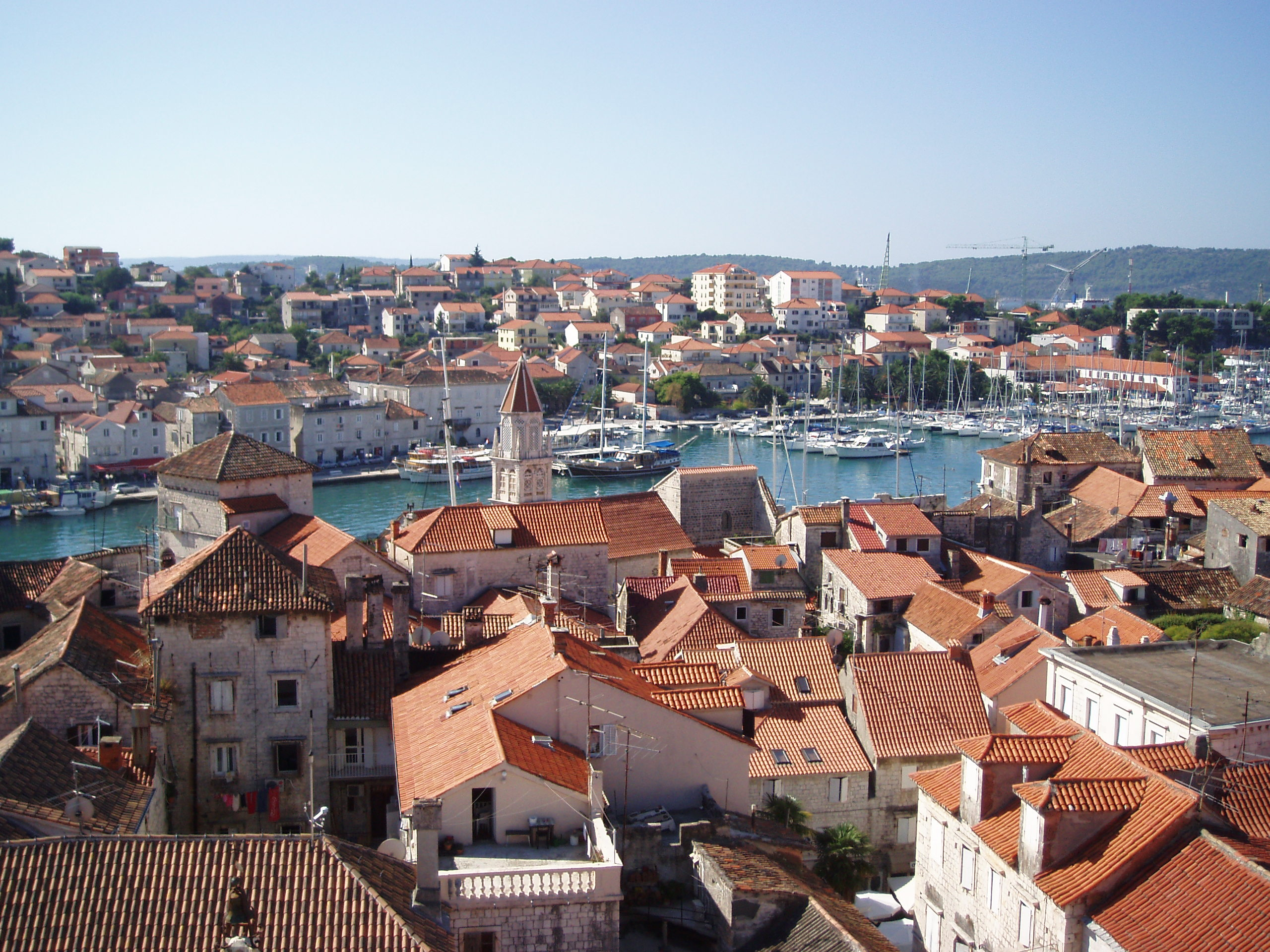
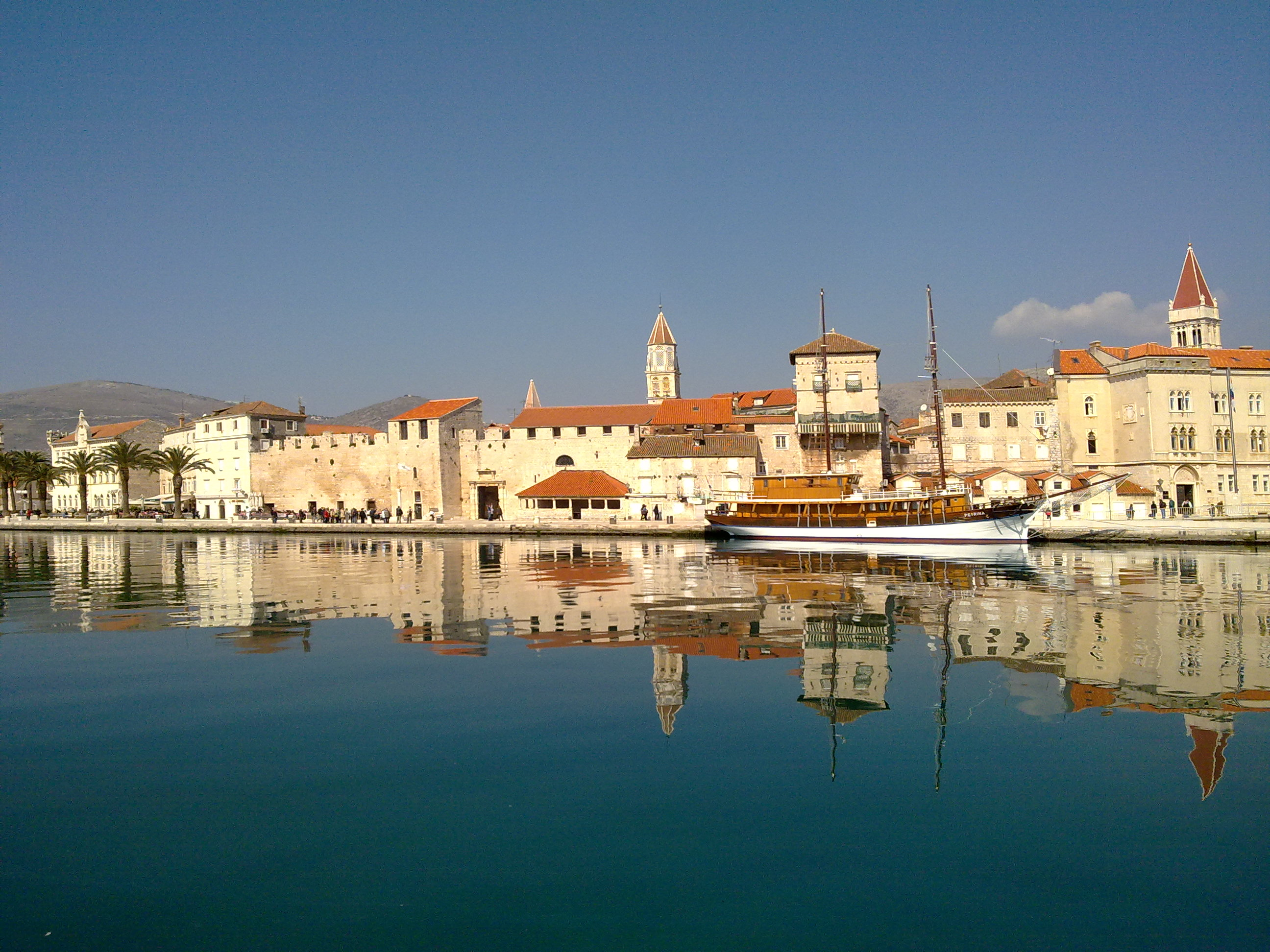
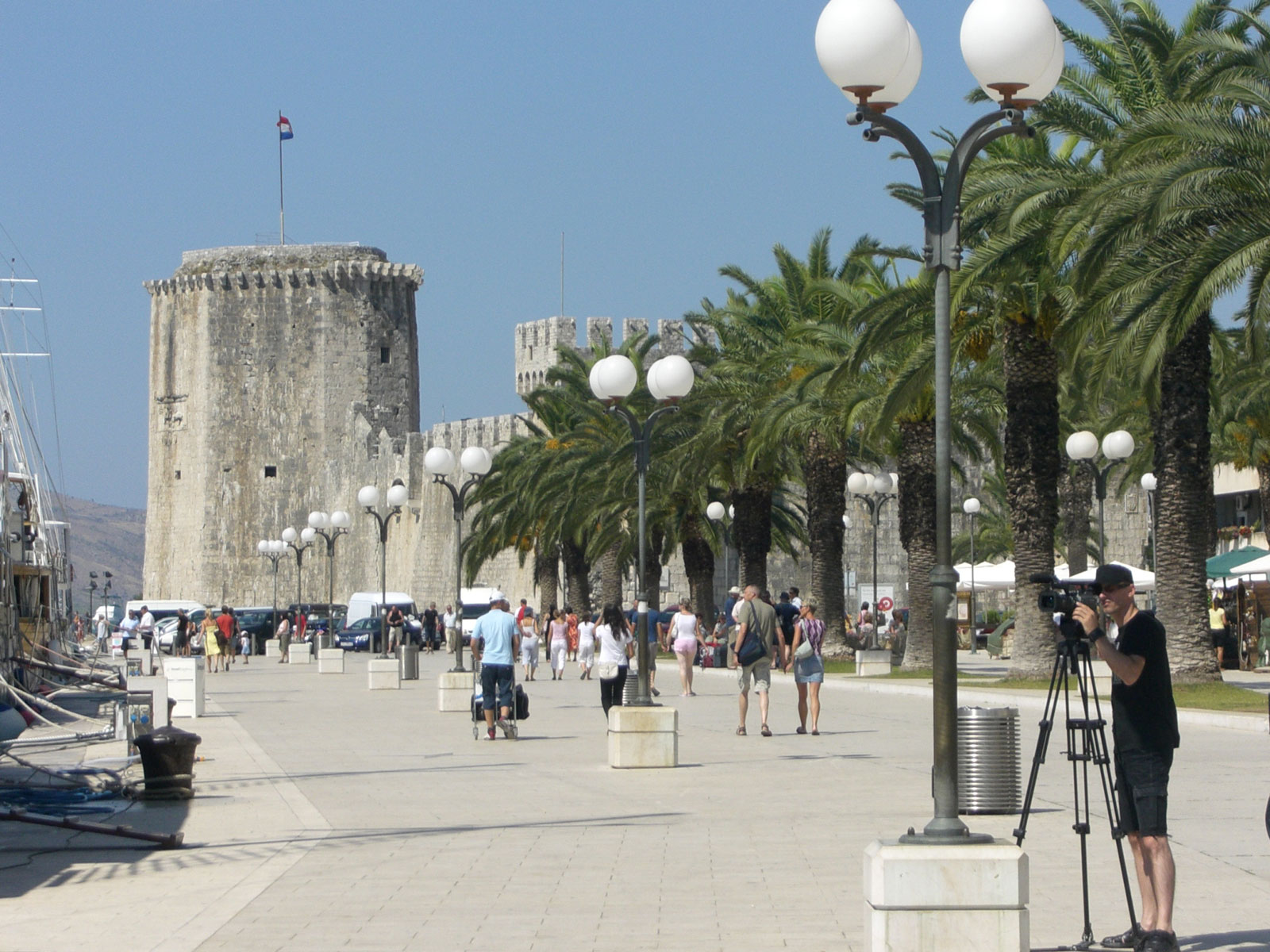

## Héritage culturel
Trogir conserve un patrimoine représentatif de 2 300 ans d'architecture méditerranéenne, issu de l'influence des Grecs anciens, des Romains, des Byzantins et Vénitiens.
La ville compte de nombreux palais, églises, tours, une forteresse insulaire, et est inscrite depuis 1997 sur la liste du patrimoine mondial de l'UNESCO. « Le plan urbain orthogonal de l'île date de la période hellénistique et fut embelli par les dirigeants successifs, en incluant de nombreuses constructions privées ou publiques, ainsi que des fortifications. De belles églises romanes se voient adjoindre des bâtiments remarquables de style Renaissance et Baroque, de la période vénitienne », précise le rapport de l'UNESCO.
Trogir est l'ensemble urbain romano - gothique le mieux préservé de la côte adriatique, mais aussi de toute l'Europe centrale.
Le centre historique médiéval de Trogir, entouré de ses murailles, comprend un château et des tours préservées, ainsi que différents palais et demeures particulières datant des périodes romane, gothique, renaissance et baroque. Le plus important édifice de la ville est la Cathédrale Saint-Laurent de Trogir, dont la porte principale à l'ouest est le chef-d'œuvre du Maître Radovan, et l'ouvrage le plus représentatif du style romano-gothique en Croatie.
Les principaux sites historiques de la ville sont :
- Le centre historique, avec une dizaine d'églises et de nombreux bâtiments du XIIIe siècle
- La porte de la ville (XVIIe siècle) et les murs de la ville (XVe siècle)
- Le château de Kamerlengo (XVe siècle)
- Le palais des Ducs (XIIIe siècle)
- La cathédrale Saint-Laurent, datant du XIIIe siècle, et le portail du Maître Radovan, seule œuvre de cet artiste croate
- Le grand et le petit palais Cipiko du XVe siècle

### Monuments

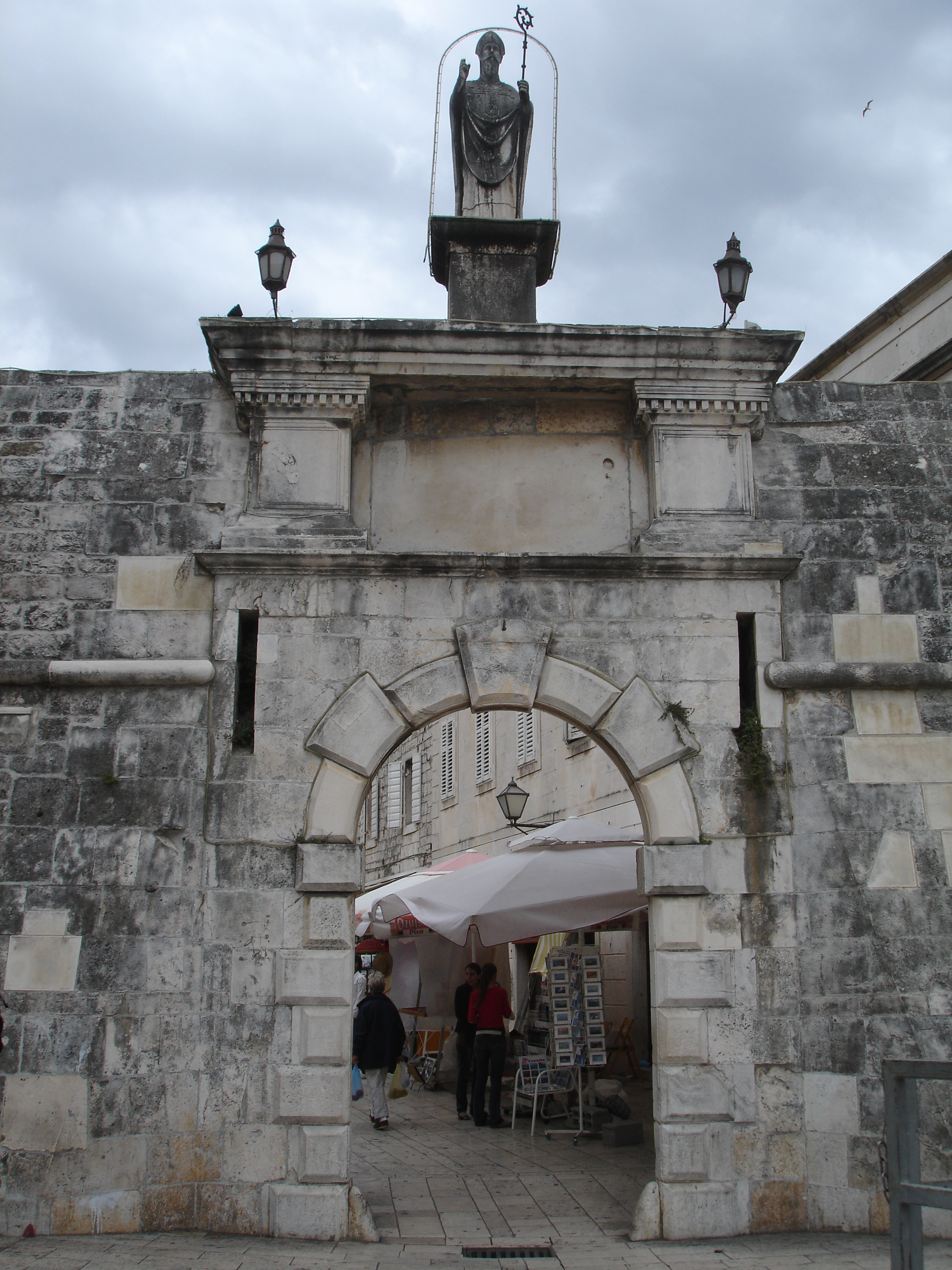
Porte de la ville
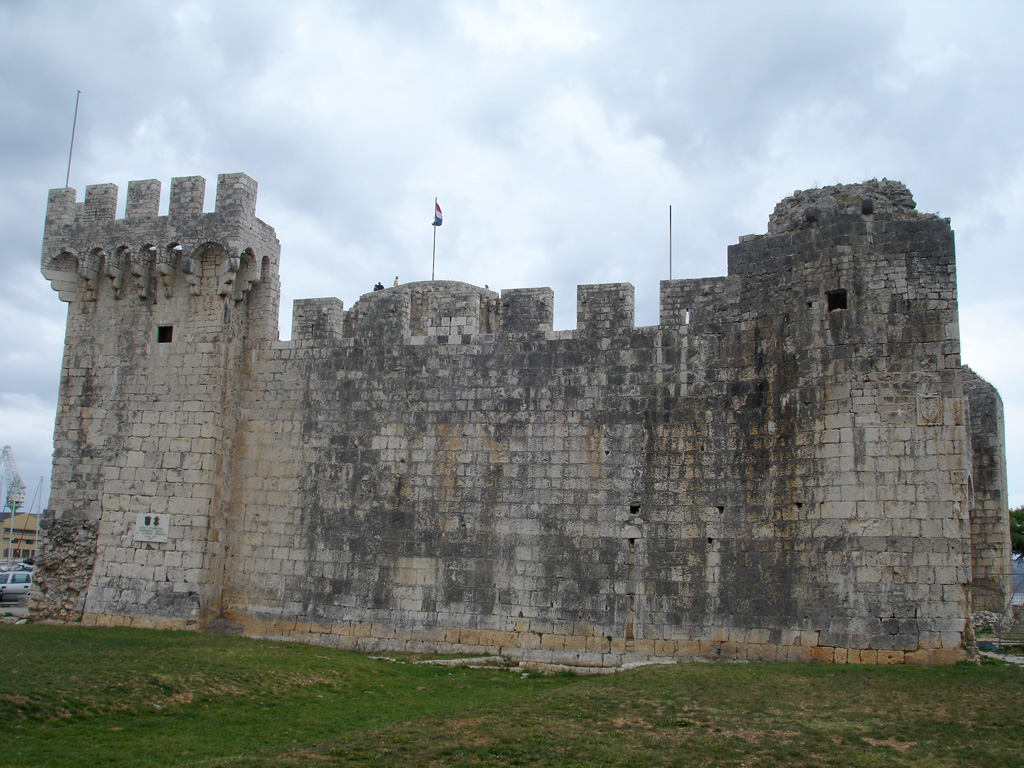
Château de Kamerlengo
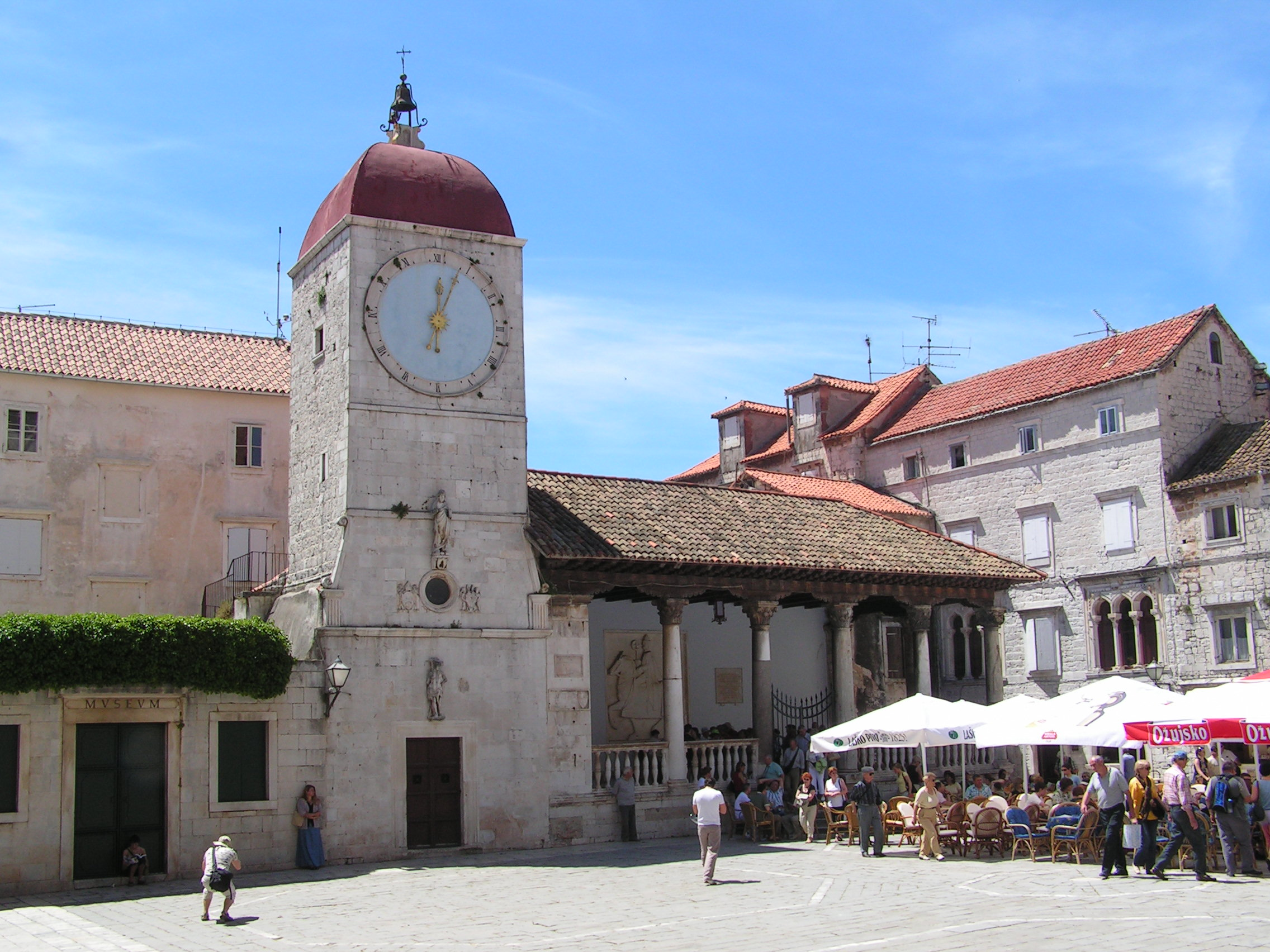
Tour de l'Horloge et loggia
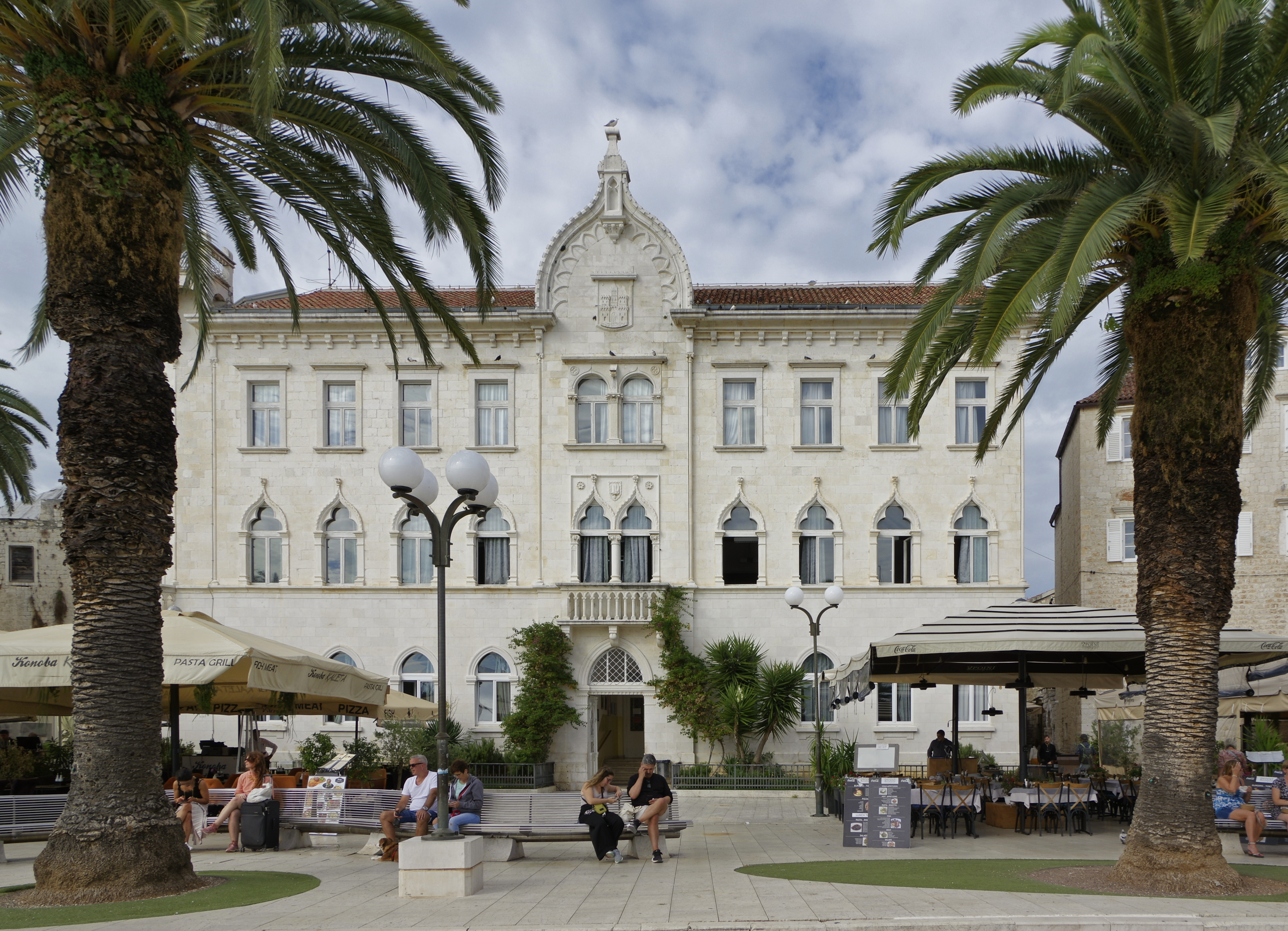
École primaire
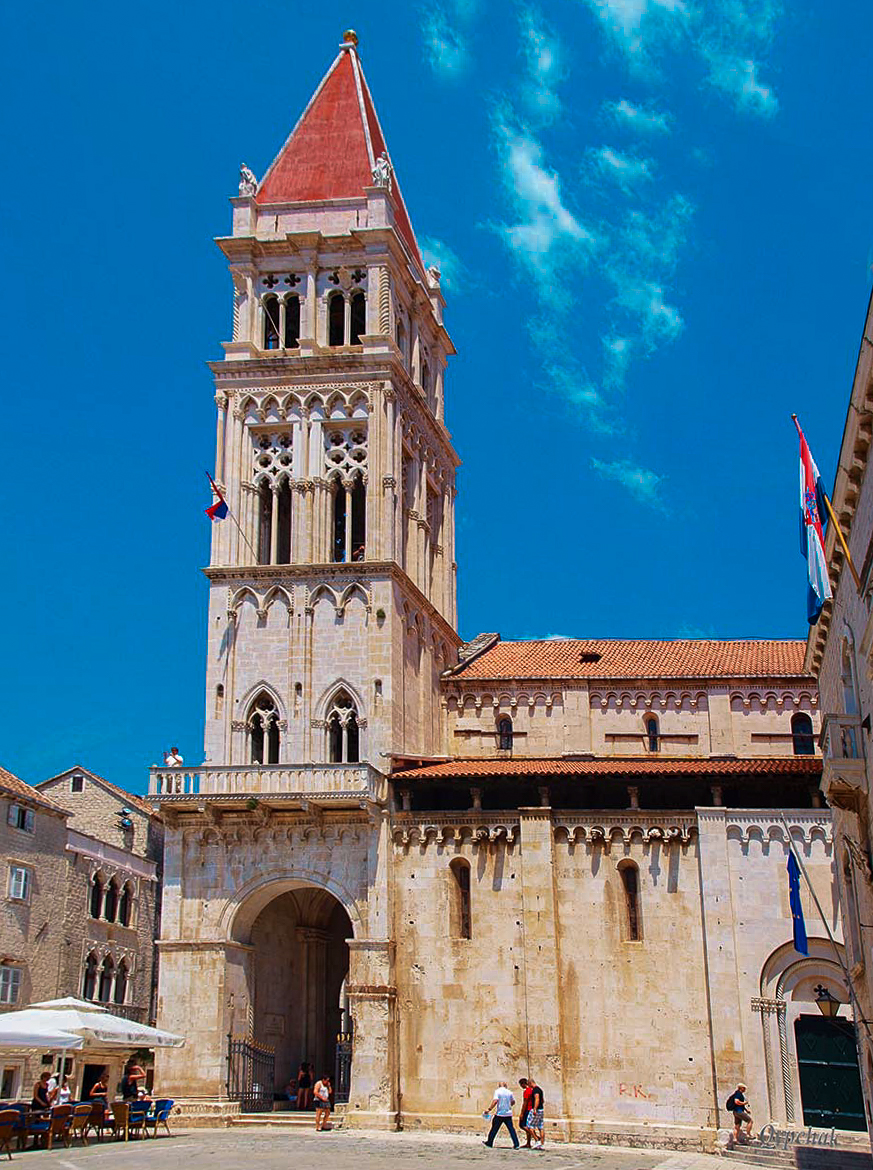
Cathédrale St Laurent
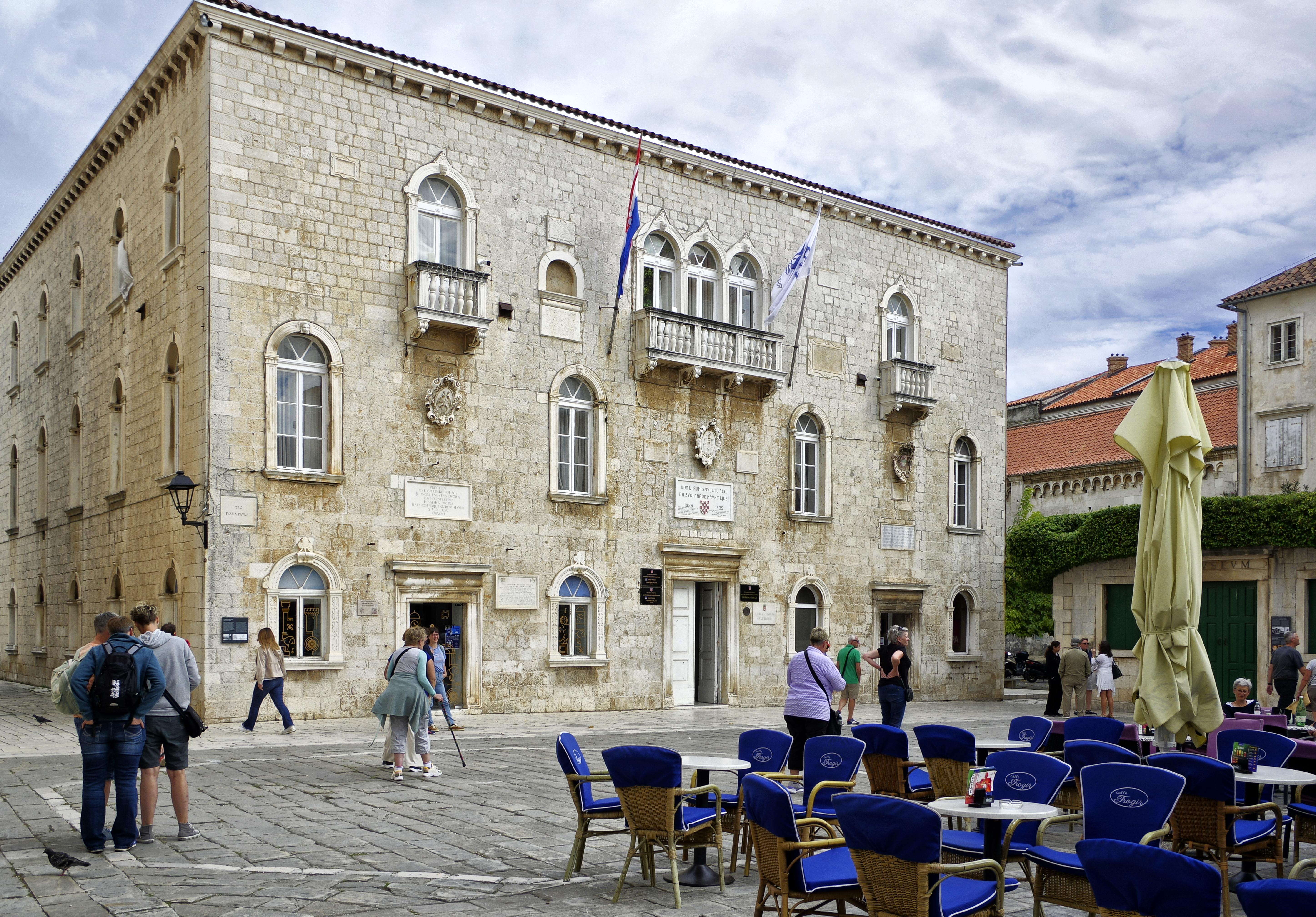
Hôtel de Ville
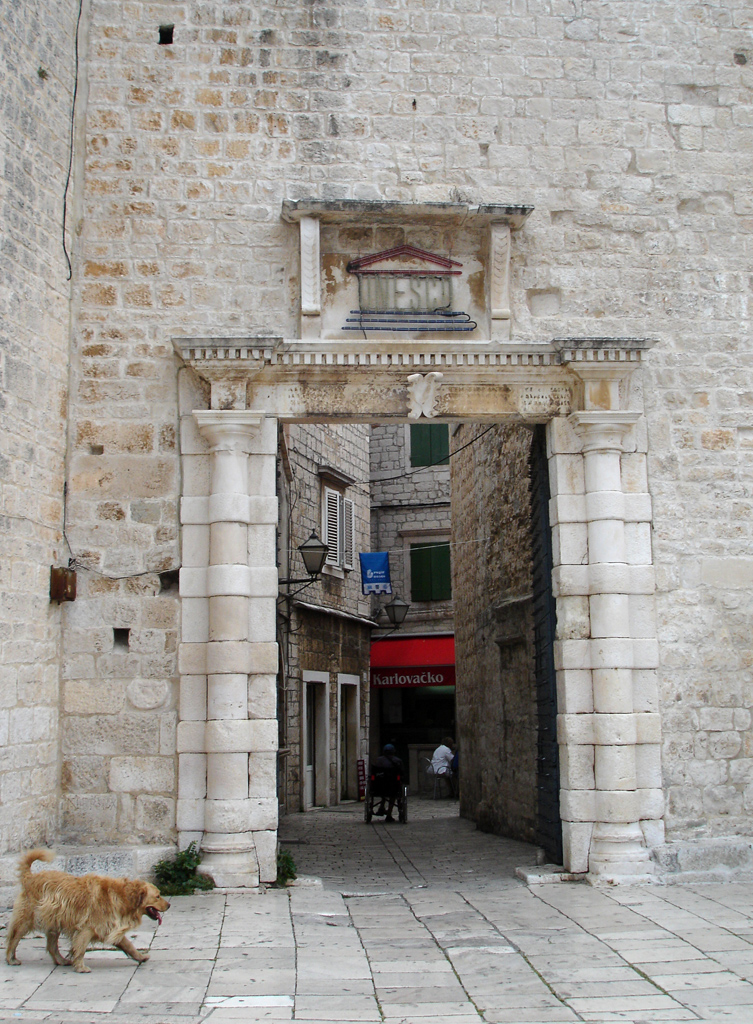
Porte Marine
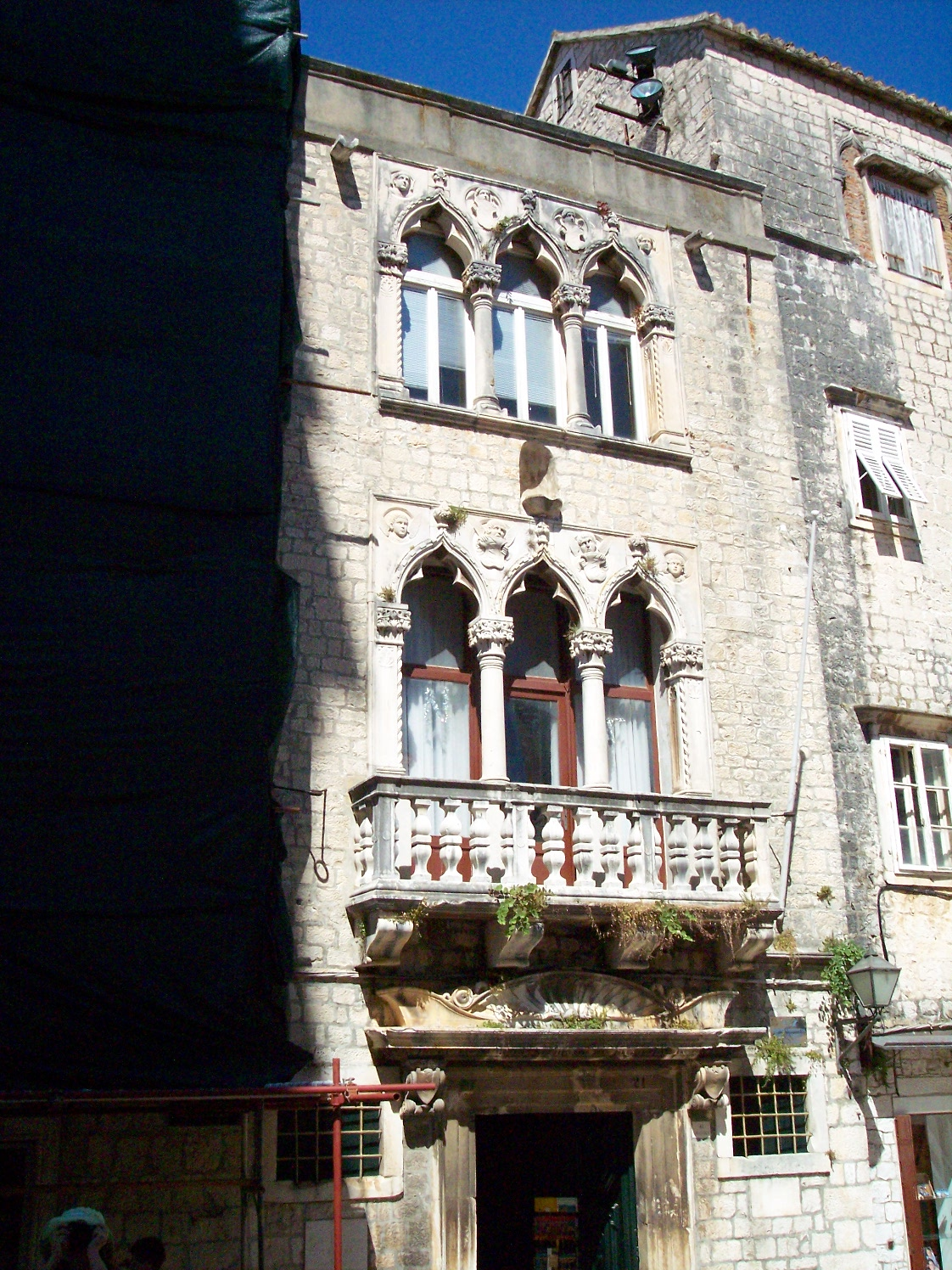
Palais de style vénitien
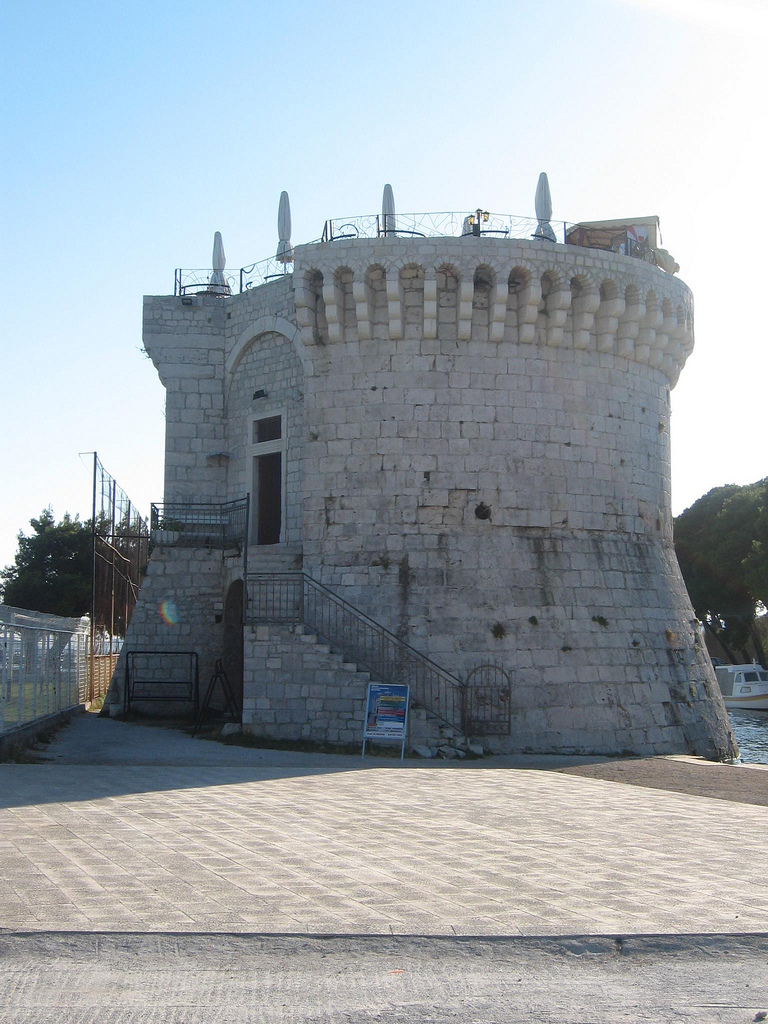
Tour de St Marc

## Économie
Le tourisme est la plus importante ressource économique de Trogir, alimentant plus de 50 % du budget de la municipalité avec plus de 20 000 lits en chambres d'hôtel et appartements. Il existe également une importante tradition de pêche et d'agriculture dans les campagnes environnantes.
La plus importante industrie est la construction navale, avec l'arsenal « Trogir » construit au début du siècle dernier. L'arsenal a une capacité de 2 bateaux de 55 000 tonnes. Entre 1990 et 2004, 93 bateaux furent construits en ces installations.

## Localités
La municipalité de Trogir compte 8 localités : 
| - Arbanija - Divulje - Drvenik Mali - Drvenik Veliki | - Mastrinka - Plano - Trogir - Žedno |

### Liens externes

Panorama de la ville de Trogir